# 將軍澳站公共運輸交匯處

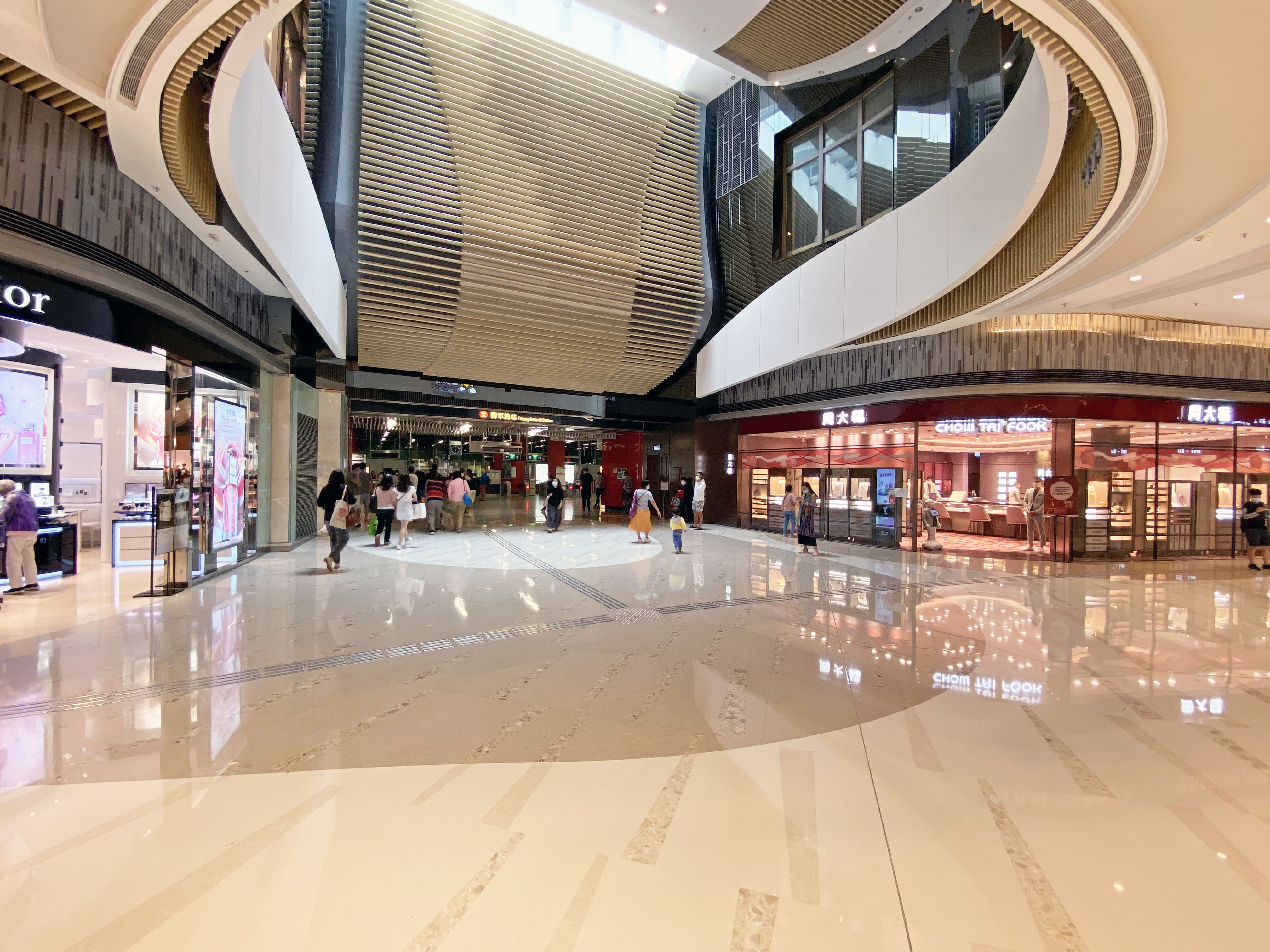
港鐵將軍澳站C出入口可以經Popcorn商場前往公共運輸交匯處

將軍澳站公共運輸交匯處（英文：Tseung Kwan O Station Public Transport Interchange）位於新界西貢區將軍澳市中心唐俊街，連接港鐵將軍澳站，為一個室內坑狀公共運輸交匯處。現時有5條巴士路線及2條專線小巴路線以此為總站，另有2條巴士路線及1條專線小巴路線途經。

## 總站路線資料（巴士）

### 城巴792M線
- 將軍澳站 ↔ 西貢

於2002年8月18日配合將軍澳綫通車投入服務，2012年7月23日總站遷至此站，途經將軍澳市中心、調景嶺、坑口、香港科技大學、蠔涌及白沙灣。

### 城巴796P線
- 將軍澳站 ↔ 尖沙咀東

於2011年8月15日起投入服務，途經將軍澳南、調景嶺、將軍澳隧道、觀塘繞道、九龍灣、啟德隧道、東九龍走廊及尖沙咀。

### 城巴796S線
- 將軍澳站 ↺ 牛頭角站

於2001年9月3日投入服務，2014年2月9日配合路綫重組縮短至由此開出，途經將軍澳市中心、調景嶺及觀塘市中心。

### 城巴796X線（特別班次）
- 將軍澳站 ↔ 尖沙咀東

於2011年8月14日由此總站延長至康城站公共運輸交匯處，但仍保留平日05:25－09:00的班次由此總站開出及平日06:25－07:50由尖沙咀東的開出班次以此為總站。

## 總站路線資料（專線小巴）

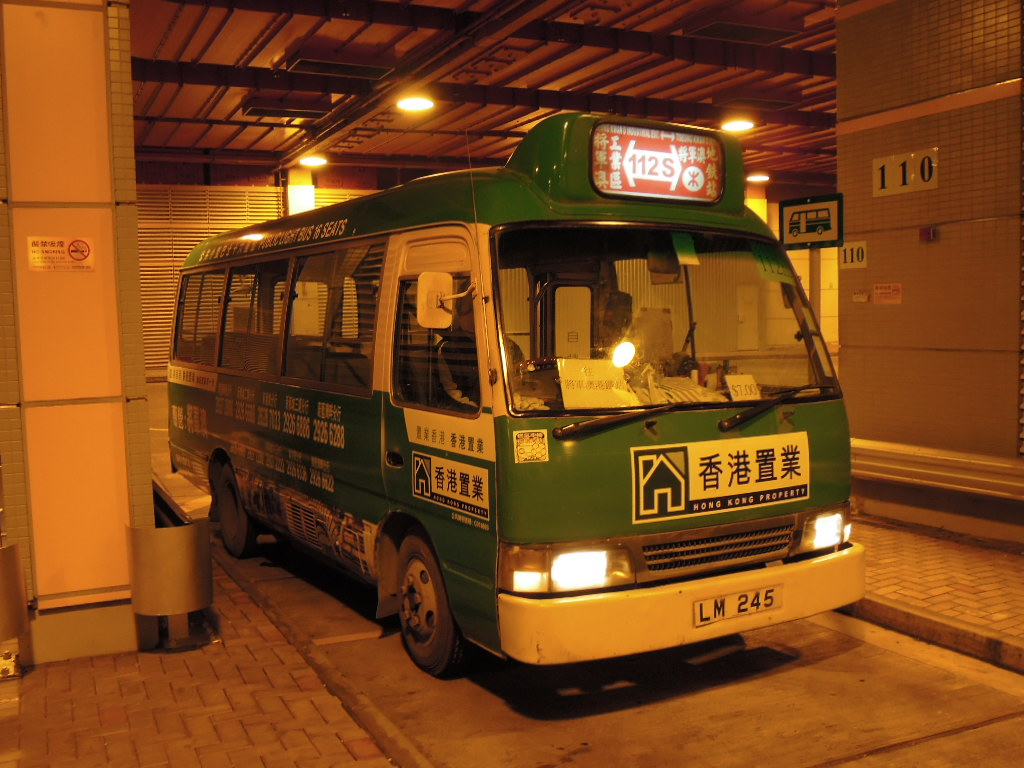
新界區專線小巴112S線

### 新界區專線小巴103M線
- 將軍澳站 ↔ 清水灣

於2002年8月18日投入服務，途經將軍澳市中心、坑口、孟公屋及大坳門。

### 新界區專線小巴112S線
- 將軍澳站 ↔ 將軍澳工業邨

於2011年2月15日凌晨投入服務，途經百勝角、大赤沙、日出康城，只於深宵時段提供服務。

### 新界區專線小巴114A線
- 將軍澳站 ↺ 海天晉

## 途經路線資料（巴士）

### 城巴793線
- 將軍澳工業邨 ↔ 蘇屋邨

於2022年8月21日起投入服務，由796C及796E線合併而成，途經日出康城、清水灣半島、將軍澳南、將軍澳市中心、調景嶺、將軍澳隧道、觀塘繞道、九龍灣商貿區、新蒲崗、九龍城、旺角、深水埗，只限往蘇屋邨方向途經此總站。

### 城巴796X線
- 將軍澳工業邨 ↔ 尖沙咀東

於2000年2月1日起投入服務，2011年3月6日延長至尖東，2011年8月14日由此總站延長至康城站公共運輸交匯處，2017年9月25日起延長至將軍澳工業邨，途經日出康城、清水灣半島、將軍澳南、將軍澳市中心、調景嶺、將軍澳隧道、觀塘繞道、九龍城、馬頭圍、土瓜灣、紅磡及尖沙咀，只限往尖沙咀東方向途經此總站。

### 城巴N796線
- 日出康城 ↺ 旺角

於2005年5月1日凌晨投入服務，途經清水灣半島、將軍澳南、將軍澳市中心、調景嶺、觀塘市中心、九龍灣、紅磡、尖沙咀、油麻地、旺角、九龍城、新蒲崗、彩虹邨及牛頭角，只於深宵時段提供服務，只限往九龍方向時途經此站。

### 城巴A28線
- 日出康城 ↔ 機場

於2015年9月27日投入服務，前身為A29P線，2023年12月18日起改稱A28。途經清水灣半島、將軍澳市中心、調景嶺、尚德邨、翠林邨、康盛花園、寶達邨、安達邨、安泰邨、彩雲邨、牛池灣、鑽石山、黃大仙、呈祥道、青葵公路、青嶼幹線、一號客運大樓及港珠澳大橋香港口岸。

## 途經路線資料（專線小巴）

### 新界區專線小巴110線
- 調景嶺站 ↺ 九龍城

於2002年9月9日投入服務，途經將軍澳市中心、將軍澳隧道、觀塘繞道、MegaBox、國際展貿中心、新蒲崗、九龍城、九龍醫院，只限往九龍城方向途經此總站。

### 新界區專線小巴110A線
- 調景嶺站 ↔ 九龍灣（啟祥道）

只限往九龍灣方向途經此總站。

## 過往路線
- 城巴795X線
- 新巴796線（已取消）
- 新巴796B線 （已取消）
- 新巴796C線（已重組為城巴793線）
- 新巴796E線（已重組為城巴793線）
- 城巴797M線（已重組為城巴793線）
- 新巴N796線 （已遷至康城站公共運輸交匯處）
- 城巴A29P線（已重組為城巴A28線）

## 車坑分佈
| 車坑分佈（以入口最左邊起計） | 車坑分佈（以入口最左邊起計） | 車坑分佈（以入口最左邊起計） | 車坑分佈（以入口最左邊起計） |
| 車坑編號                     | 車坑寬度                     | 路線                         |                              |
| ---------------------------- | ---------------------------- | ---------------------------- | ---------------------------- |
| G                            | 車站入口通道                 | 城巴798P、798X線             |                              |
| 1                            | 雙坑                         | 城巴796X線                   |                              |
| 2                            | 單坑                         | 城巴793線                    |                              |
| 3                            | 單坑                         | 城巴796P線                   |                              |
| 4                            | 單坑                         | 城巴792M線                   |                              |
| 5                            | 單坑                         | 城巴796S、A28、N796、R796線  |                              |
| 6                            | 單坑                         | 專綫小巴110、110A線          |                              |
| 7                            | 單坑                         | 專線小巴103M、112S、114A線   |                              |
| 8                            | 單坑                         | 的士站                       |                              |
| 9                            | 單坑                         | 城巴628線                    |                              |

## 使用狀況
巴士總站使用量一般，多數是將軍澳市中心周邊地區的居民。

## 外部連結
- 將軍澳站公共運輸交匯處 （页面存档备份，存于），城巴／新巴